# 연희교통
연희교통 주식회사는 서울특별시 서대문구의 마을버스 회사이고, 본사는 서울특별시 서대문구 연희로11마길 85 (연희동)에 위치해 있다.

## 주요 연혁
- 1993년 6월 9일: 서울특별시 서대문구 홍은동 265-260에서 자본금 5천만원으로 정원마을버스주식회사로 설립. 임문환 대표이사 취임.
- 1999년 6월 9일: 정원교통주식회사로 상호 변경.
- 2001년 1월 17일: 정원마을버스주식회사로 상호 재변경.
- 2002년 6월 9일: 임문환 대표이사 사임. 임재관 대표이사 취임.
- 2007년 11월 10일: 서울특별시 서대문구 홍은동 265-179로 본사 이전.
- 2010년 5월 31일: 임재관, 김민호 공동대표이사 취임.
- 2011년 8월 19일: 임재관 대표이사로 사임으로 김민호 단독대표이사로 체계로 변경.
- 2012년 6월 26일: 현 위치인 서울특별시 서대문구 연희로11마길 85 (연희동)으로 본사 이전.
- 2012년 6월 28일: 현 상호명인 연희교통으로 변경.
- 2012년 7월 6일: 서울특별시 마포구 서강로 95, 109동 303호 (창전동, 창전동삼성아파트)에 신촌지점 설치.
- 2015년 12월 21일: 신촌지점을 창전동삼성아파트 109동 703호로 이전.

## 운행노선
- ● 서대문04번: 궁동근린공원입구 ~ 2호선 신촌역 (구 서대문마을 1-1번)
- ● 마포13번: 창전시범아파트(홍대후문) ~ 2호선 신촌역 (구 마포마을 11번)
- ● 마포14번: 창전 삼성아파트 ~ 2호선 신촌역 (구 마포마을 11-1번)

## 보유 차량
전 차량이 현대 카운티 뉴 브리즈와 CRRC 중국중차 그린웨이 720과 자일대우 레스타 숏바디로 운행한다.